# صادق الياسيل
صادق الياسيل (بالإنجليزية: Sadık Eliyeşil)‏‏ (3 نوفمبر 1925 في طرسوس - 16 يونيو 2008 في إسطنبول) مهندس، وشخصية أعمال من تركيا.